# Hauptstrasse 445
Die Hauptstrasse 445 ist eine Schweizer Hauptstrasse in den Kantonen St. Gallen, Appenzell Ausserrhoden und Appenzell Innerrhoden und eine direkte Verbindung von der Stadt St. Gallen über die Bergregion des Appenzeller Vorderlandes in das St. Galler Rheintal.

## Geographie

### Streckenprofil
Die 32 Kilometer lange Hauptstrasse 445 sinkt vom Ausgangspunkt in St. Gallen-Neudorf (655 m ü. M.) zuerst fast 100 Meter zur Martinsbrücke (572 m ü. M.) im Goldachtobel ab und steigt danach kurvenreich zum Bergsattel bei Halten (Grub AR) auf 867 m ü. M. hinauf. Danach führt sie mit geringem Gefälle bis nach Heiden (780 m ü. M.) und steigt dann zum Passübergang bei Oberegg auf 900 m ü. M. Von dort führt sie als teilweise steile Rampe in die Ebene des St. Galler Rheintals auf 405 m ü. M. bei Berneck hinunter und überquert das flache Land bis zur Landesgrenze bei Diepoldsau mit einer unmerklichen Steigung auf 411 m ü. M.

### Verlauf
Die Strasse beginnt in der Kantonshauptstadt St. Gallen als Abzweigung von der Hauptstrasse 7. Sie überquert die Autobahn A1 bei der Zufahrt St. Gallen-Neudorf und führt gegen Osten zum Martinstobel der Goldach. Sie überquert die tiefe Schlucht an einer schmalen Stelle mit der Martinsbrücke. An diesem seit dem Mittelalter bestehenden Flussübergang, der früher auch für den historischen Weg von St. Gallen nach Rorschach wichtig war und noch heute zu einem Abschnitt des Jakobswegs gehört, steht heute eine Betonbrücke von 1968.
Durch das Gebiet von Eggersriet steigt die Hauptstrasse in das Tal des Kaienbachs hinauf und überquert bei Halten die Grenze zum Kanton Appenzell Ausserrhoden. Durch Grub führt sie nach Heiden, wo sie auf die Hauptstrasse 463 trifft und den Gstaldenbach überquert.
Von Heiden aus steigt sie in südöstlicher Richtung nach Oberegg im Kanton Appenzell Innerrhoden hinauf, wo sie den höchsten Punkt im Streckenverlauf erreicht. Von Oberegg sinkt sie gegen Osten, durch die Ausserrhoder Gemeinde Reute und nochmals ein kurzes Wegstück im Gebiet von Oberegg, im Tal des Fallbachs nach Berneck hinunter, wo sie wieder im Kantonsgebiet von St. Gallen liegt. Durch Heerbrugg verläuft sie auf einem kurzen Stück der Balgacherstrasse gemeinsam mit der Hauptstrasse 13. Bis 1981 überquerte sie die stark befahrene Bahnstrecke Chur–Rorschach beim Bahnhof Heerbrugg niveaugleich auf einem zunehmend überlasteten Bahnübergang; seither führt sie durch eine westlich vom Bahnhof gebaute Unterführung unter dem Bahntrassee hindurch und erreicht danach die Gemeinde Widnau. Neben der Bahnlinie querte sie früher den bei der Rheinregulierung gebauten Güllenkanal, der bei der Sanierung der Ebene bei Widnau in den 1950er Jahren durch den Ländernachkanal abgelöst wurde: Dieser ist heute im Zentrum von Widnau eingedolt.
Südöstlich von Widnau überquert die Hauptstrasse auf der 1985 gebauten neuen Trambrücke, der ersten Schrägseilbrücke der Schweiz, den kanalisierten Rhein und mit den Zufahrtsrampen zur Brücke die Sickerwasserkanäle auf den Aussenseiten der Hochwasserdämme. Südöstlich von Diepoldsau überquert die Strasse den Böschachkanal und endet wenig später im Gebiet Widenau an der Schweizer Zollstation am Ufer des Alten Rheins. Die Landesgrenze zu Österreich verläuft auf der Mitte der Paul-Grüninger-Brücke, an welche die Vorarlberger Landesstrasse 46 mit der Auffahrt auf die österreichische Rheintalautobahn anschliesst.

## Öffentlicher Verkehr
Seit 1897 befuhren Züge der elektrischen Strassenbahn Altstätten–Berneck die Strasse zwischen Berneck und Heerbrugg und seit 1915 auch die Zweigstrecke von Heerbrugg nach Diepoldsau. Die Strassenbahn Berneck-Heerbrugg wurde im Zweiten Weltkrieg durch eine Trolleybuslinie ersetzt und diese 1977 durch den Autobusverkehr. Seit 1954 fahren auch auf der ehemaligen Tramstrecke Heerbrugg-Diepoldsau Autobusse.
Auf den Teilstrecken der Hauptstrasse 445 verkehren verschiedene Linien im Netz von Postauto Schweiz:
- Linie 120 St. Gallen–Eggersriet–Heiden
- Linie 226 Heiden–Oberegg–Heerbrugg
- Linie 227 Heiden–Oberegg–Reute–Altstätten
- Linie 229 Heiden–Oberegg
- Linie 302 Berneck–Heerbrugg
- Linie 323 Heerbrugg–Diepoldsau

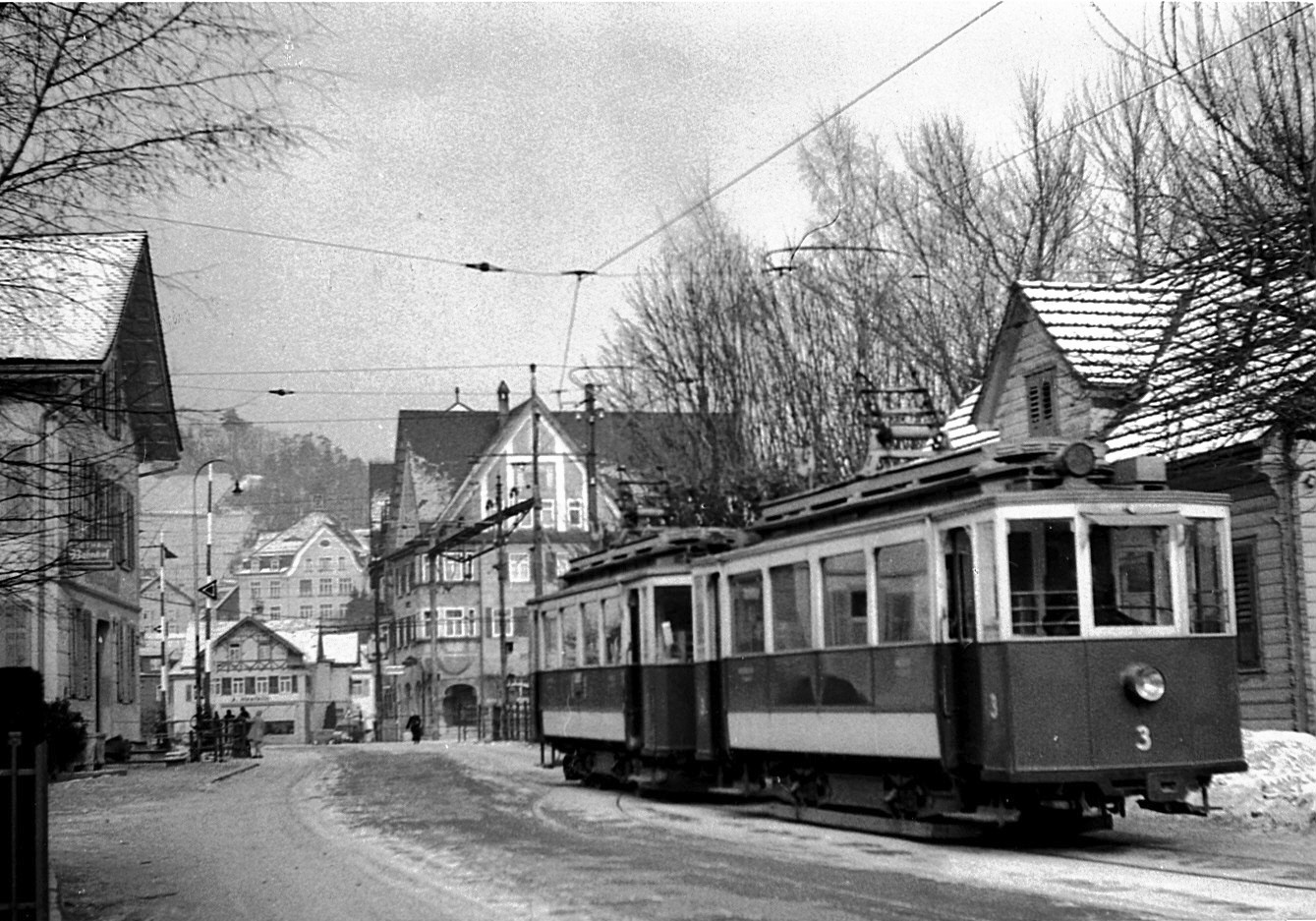
Strassenbahn beim Bahnübergang in Heerbrugg (um 1920)